# Orencostoma bicornigerum
Orencostoma bicornigerum är en fjärilsart som beskrevs av Sigeru Moriuti 1971. Orencostoma bicornigerum ingår i släktet Orencostoma och familjen spinnmalar. Inga underarter finns listade i Catalogue of Life.